# Grand Coulaye
Ne doit pas être confondu avec Coulaye.
Grand Coulaye (ou Koulaye) est un village du Sénégal situé en Basse-Casamance. Il fait partie de la communauté rurale d'Oulampane, dans l'arrondissement de Sindian, le département de Bignona et la région de Ziguinchor.
Lors du dernier recensement (2002), la localité comptait 670 habitants et 93 ménages.